# 1485年
| 千纪： | 2千纪 |
| 世纪： | 14世纪 \| 15世纪 \| 16世纪                                                                                 |
| 年代： | 1450年代 \| 1460年代 \| 1470年代 \| 1480年代 \| 1490年代 \| 1500年代 \| 1510年代                           |
| 年份： | 1480年 \| 1481年 \| 1482年 \| 1483年 \| 1484年 \| 1485年 \| 1486年 \| 1487年 \| 1488年 \| 1489年 \| 1490年 |
| 纪年： | 乙巳年（蛇年）；明成化二十一年；越南洪德十六年；日本文明十七年                                             |

## 大事记
- 英国
  - 8月22日——博斯沃思原野戰役以理查三世阵亡告终，红白玫瑰战争结束，亨利七世成为都鐸王朝的首任英王。
- 匈牙利
  - 匈牙利及克羅地亞國王马加什一世擊敗神圣罗马帝国皇帝腓特烈三世，佔領奧地利首都維也納，奠定匈牙利做為東歐僅次於奧斯曼帝國第二強國的地位。
- 日本
  - 山城國的一向一揆。
- 非洲
  - 葡萄牙航海家迪奥戈·康到达扎伊尔河，与刚果国王进行了友好的接触。

## 出生
- 朱祐橓，明朝泾简王，明宪宗朱见深第十二子。（逝世于1537年）
- 埃爾南·科爾蒂斯，南美洲的西班牙殖民者（逝世于1547年）

## 逝世
- 8月22日——理查三世，英格兰国王（出生于1444年）